# Вільхівці (Сянік)
Вільхівці (пол. Olchowce) — частина міста Сянік, до 1972 р. — лемківське село в гміні Сянік, Сяніцького повіту Підкарпатського воєводства.

## Розташування
Правобережна частина міста, відділена від решти міста річкою Сян. Лежить при загальнодержавній дорозі № 28.

## Історія
Село істнувало ще у давньоруські часи.
Згадується 18 серпня 1444 р., коли Владислав III Варненчик надав село з жителями Петру Чешику, уже тоді в селі була церква і сільських священиків століттями називали «батько». Село входило до Сяніцької землі Руське воєводства.
У 1886 році село нараховувало 1077 мешканців (1020 греко-католиків, 99 римо-католиків і 57 юдеїв), була парохіяльна дерев’яна греко-католицька церква Вознесіння Господнього (збудована 1844 р.) — центр Вільховецького деканату Перемишльської єпархії.
У 1914 р. за москвофільство 20 жителів села заарештовано і вислано до Талергофу.
В 1936 р. було 917 греко-католиків і була парафія, яка включала також села Биківці і Лішна та налічувала 1237 парафіян, належала до Сяніцького деканату Апостольської адміністрації Лемківщини. Метричні книги велися від 1853 р. Також у селі була москвофільська читальня ім. Михаіла Качковского.
На 1 січня 1939-го в селі з 1630 жителів було 920 українців, 690 поляків і 20 євреїв. Село належало до Сяніцького повіту Львівського воєводства.
12 вересня 1939 року німці окупували село, однак уже 26 вересня 1939 року мусіли відступити з правобережної частини Сяну, оскільки за пактом Ріббентропа-Молотова правобережжя Сяну належало до радянської зони впливу. 27.11.1939 постановою Верховної Ради УРСР село в ході утворення Дрогобицької області включене до Ліського повіту. Територія ввійшла до складу утвореного 17.01.1940 Ліськівського району (районний центр — Лісько). У селі розмістили казарми 93-го прикордонного загону НКВД. Наприкінці червня 1941, з початком Радянсько-німецької війни, словацька армія оволоділа селом, а територія знову була окупована німцями. В 1941-1944 рр. тут був концтабір для радянських полонених, яких пройшло через табір коло 20 тисяч і коло 10 тисяч загинули. 29 липня 1944 року радянські війська знову оволоділи селом. В березні 1945 року, у рамках підготовки до підписання Радянсько-польського договору про державний кордон зі складу Дрогобицької області правобережжя Сяну включно з Вільхівцями було передане до складу Польщі.
Після Другої світової війни українське населення було піддане етноциду. Українці пробували захищатися, об’єднуючись в УПА. Частина переселена на територію СРСР в 1945-1946 рр. Родини, яким вдалось уникнути виселення, в 1947 році під час Операції Вісла були депортовані на понімецькі землі, а на їх місце поселені поляки. Церква в 1946 р. перетворена на костел.
У 1972 р. село приєднали до Сяніка.